# Torneo Rio-San Paolo 1966
Il Torneo Rio-San Paolo 1966 (ufficialmente in portoghese Torneio Rio-São Paulo 1966) è stato la 18ª edizione del Torneo Rio-San Paolo.

## Formula
Le 10 squadre partecipanti si affrontano in partite di sola andata. Vince il torneo la squadra che totalizza più punti.

## Partecipanti
| Squadra       | Città          | Stato          |
| ------------- | -------------- | -------------- |
| Bangu         | Rio de Janeiro | Rio de Janeiro |
| Botafogo      | Rio de Janeiro | Rio de Janeiro |
| Corinthians   | San Paolo      | San Paolo      |
| Flamengo      | Rio de Janeiro | Rio de Janeiro |
| Fluminense    | Rio de Janeiro | Rio de Janeiro |
| Palmeiras     | San Paolo      | San Paolo      |
| Portuguesa    | San Paolo      | San Paolo      |
| San Paolo     | San Paolo      | San Paolo      |
| Santos        | Santos         | San Paolo      |
| Vasco da Gama | Rio de Janeiro | Rio de Janeiro |

## Risultati
| Casa/Trasferta | BAN | BOT | COR | FLA | FLU | PAL | POR | SPA | SAN | VAS |
| -------------- | --- | --- | --- | --- | --- | --- | --- | --- | --- | --- |
| Bangu          |     |     |     |     |     | 2-0 | 2-1 |     |     |     |
| Botafogo       | 3-1 |     | 5-1 |     | 2-3 | 0-0 |     |     | 1-1 | 3-0 |
| Corinthians    | 1-0 |     |     | 3-1 |     |     | 5-4 | 2-0 | 0-0 | 0-3 |
| Flamengo       | 1-2 | 2-1 |     |     | 4-1 |     | 2-0 |     | 1-1 |     |
| Fluminense     | 0-2 |     | 0-2 |     |     | 0-1 |     | 1-3 |     |     |
| Palmeiras      |     |     | 2-1 | 2-1 |     |     | 0-1 |     |     | 2-1 |
| Portuguesa     |     | 2-2 |     |     | 1-2 |     |     |     | 1-2 |     |
| San Paolo      | 1-0 | 1-2 |     | 2-0 |     | 4-2 | 0-1 |     |     |     |
| Santos         | 4-0 |     |     |     | 0-1 | 3-2 |     | 2-3 |     | 5-2 |
| Vasco da Gama  | 1-0 |     |     | 1-1 | 2-0 |     | 1-0 | 1-0 |     |     |

## Classifica
| Pos. | Squadra       | Pt | G | V | N | P | GF | GS | DR |
| ---- | ------------- | -- | - | - | - | - | -- | -- | -- |
| 1.   | Botafogo      | 11 | 9 | 4 | 3 | 2 | 19 | 11 | +8 |
| 1.   | Corinthians   | 11 | 9 | 5 | 1 | 3 | 15 | 15 | 0  |
| 1.   | Santos        | 11 | 9 | 4 | 3 | 2 | 18 | 11 | +7 |
| 1.   | Vasco da Gama | 11 | 9 | 5 | 1 | 3 | 12 | 11 | +1 |
| 5.   | San Paolo     | 10 | 9 | 5 | 0 | 4 | 14 | 11 | +3 |
| 6.   | Palmeiras     | 9  | 9 | 4 | 1 | 4 | 11 | 13 | -2 |
| 7.   | Bangu         | 8  | 9 | 4 | 0 | 5 | 9  | 12 | -3 |
| 7.   | Flamengo      | 8  | 9 | 3 | 2 | 4 | 13 | 13 | 0  |
| 9.   | Fluminense    | 6  | 9 | 3 | 0 | 6 | 8  | 17 | -6 |
| 10.  | Portuguesa    | 5  | 9 | 2 | 1 | 6 | 11 | 16 | -5 |

Non essendo disponibili date per organizzare un quadrangolare di spareggio data la concomitanza con la preparazione della Nazionale brasiliana al Mondiale 1966, la FPF e la FFERJ decisero di dichiarare campioni tutte le 4 squadre che avevano concluso il torneo in testa con 11 punti.

## Classifica marcatori
| Gol |  |  | Giocatore         | Squadra       |
| --- |  |  | ----------------- | ------------- |
| 8   |  |  | Parada            | Botafogo      |
| 6   |  |  | Célio             | Vasco da Gama |
| 6   |  |  | Silva Batuta      | Flamengo      |
| 5   |  |  | Ivair             | Portuguesa    |
| 5   |  |  | Jairzinho         | Botafogo      |
| 5   |  |  | Toninho Guerreiro | Santos        |
| 4   |  |  | Flávio Minuano    | Corinthians   |
| 3   |  |  | Benê              | San Paolo     |
| 3   |  |  | Edu               | Santos        |
| 3   |  |  | Fefeu             | San Paolo     |
| 3   |  |  | Gílson Nunes      | Fluminense    |
| 3   |  |  | Gilson Porto      | Corinthians   |
| 3   |  |  | Lima              | Santos        |
| 3   |  |  | Prado             | San Paolo     |
| 3   |  |  | Servílio          | Palmeiras     |
| 3   |  |  | Tales             | Corinthians   |
| 3   |  |  | Valdir            | San Paolo     |